# دیوید دانینگ
دیوید دانینگ (انگلیسی: David Dunning؛ زادهٔ ۱۹۵۰) روان‌شناس اجتماعی اهل آمریکا است. او هم‌ اکنون در دانشگاه میشیگان تدریس می‌کند و استاد بازنشستهٔ دانشگاه کورنل نیز هست.